# Pretpovijesni ljudi
Pretpovijesni ljudi (hominidi), živjeli su u Africi. Kad su počeli uspravno hodati i naučili koristiti oruđe, prije oko 100 000 godina, postali su poznati kao  moderni ljudi  ili Homo sapiens. Ti ljudi ponekad se nazivaju pretpovijesni zato što su živjeli davno prije pisane povijesti. Iz fosilnih dokaza doznajemo da su do hrane dolazili skupljanjem plodova i lovom, izrađivali jednostavnu odjeću i gradili skloništa od lokalnih materijala. Ljudi su tako živjeli tisućama godina. Oko 9000 godina pr. n. e. po prvi put su ljudi u zapadnoj Aziji počeli sebi proizvoditi hranu obrađujući zemlju.

## Religija
Postojanje obrednih mjesta, kao što su kameni krugovi, i brižljivo pokapanje pokojnika govori o tome da su naši najstariji preci održavali vjerske obrede i vjerovali u zagrobni život.
- Kultne figure

Arheolozi su pronašli brojne figurice u današnjoj Grčkoj i na otočju Ciklidi. Smatra se da one predstavljaju boginje i bogove pretpovijesnih ljudi koji su tamo živjeli.
- Pokapanje pokojnika

Pretpovijesni ljudi često su pokapani u skvrčenom ili fetalnom položaju. Obično su bili okruženi osobnim stvarima za korištenje u zagrobnom životu.
- Stonehenge

Stonehenge je kameni krug na jugu Engleske i vjerojatno je podignut u vjerske svrhe prije najmanje 4000 godina. Na ljetni solsticij sunce se diže direktno iznad Heel Stonea u Stonehengeu.
- Carnac

U Carnacu u Francuskoj nalazi se najveći kameni niz. Sastoji se od 1100 kamenova u 11 redova postavljenih u smjeru istok - zapad što ukazuje da su graditelji bili sljedbenici religije koja se temeljila na suncu.

### Odjeća
Tijekom posljednjeg ledenog doba, prije oko 18.000 godina, ljudi su naučili oderati kožu životinjama i nositi krzno kao toplinsku zaštitu. Također su preli vunu skinutu s leđa ovaca.

## Pribavljanje hrane
Kad praljudi nisu mogli pronaći hranu u jednom području, odlazili su na drugo mjesto. Često su se ravnali prema godišnjem dobima, putujući tijekom zimskih mjeseci u toplije krajeve. U većini društvenih zajednica žene su skupljale biljni materijal - lišće, plodove, i korijenje - dok su muškarci meso i ribu lovili oružjem kao što su luk i strijela, toljage i koplja.

### Lov
Meso je bilo važan izvor hrane kad nije bilo dovoljno zelenog povrća. Za lov je bila potrebna suradnja - nekoliko muškaraca odlazilo je zajedno u lov slijedeći i ubijajući životinje kao što su jeleni i mamuti.

### Ribolov
Ljudi koji su živjeli uz more, jezero ili rijeku pretežno su se hranili ribom koju su lovili malenim i jednostavnim udicama. Riba se lovila i harpunima od kosti ili jelenjih rogova.

### Skupljanje plodova
Prvi ljudi postupno su učili koje su biljke jestive, a koje su otrovne. Jeli su najčešće sirovo lišće, bobice i korijenje.
U proljeće je bilo obilje hrane kao što su listovi maslačka. Ljeti je grožđe i ostalo voće pridonosilo raznolikosti prehrane i hranjivih sastojaka. U jesen se skupljalo orašaste i bobičaste plodove te pohranjivalo za zimu. Zimi su lovci donosili kući meso te ga pripremali i jeli s orašastim plodovima i korijenjem.

## Nastambe
Špilje su bile dobra prebivališta - naši najstariji ljudski preci živjeli su u špiljama u Izraelu prije najmanje 100.000 godina. Ako nije bilo prirodnog skloništa, pretpovijesni čovjek podizao je nastambu od lokalnog materijala, primjerice drva, kamena ili tratine.

### Špilje
Pojedine špilje, primjerice špilja Silozwane u Zimbabveu, bile su trajno nastanjene. Neke druge špilje služile su kao privremeno sklonište lovcima ili kao baze za ribarske pohode.

### Privremene nastambe
Prije otprilike 18.000 - 12.000 godina u srednjoj Europi pretpovijesni ljudi podizali su nastambe od mamutovih kosti i koža. Vatra se održavala u glinenom ili kamenom ognjištu i grijala nastambu.

### Trajne nastambe
Neki prapovijesni ljudi u Sjevernoj Americi živjeli su u čvrstim i trajnim kućama. Podizali su okvirnu konstrukciju od štapova, gradili zid od blata, a potom kuću prekrivali visokim slamnatim krovom.

### Vremenska tablica
| Godine                      | Prapovijesna zbivanja                                                        |
| --------------------------- | ---------------------------------------------------------------------------- |
| Prije 35 milijuna godina    | Od majmunskih predaka u Africi počinje evolucija kojom nastaje Homo sapiens. |
| Prije 2-2,5 milijuna godina | U Afrci se pojavljuju hominidi.                                              |
| 100.000 pr. n. e.           | Razvija se moderni čovjek Homo sapiens.                                      |
| 50.000 pr. n. e.            | Prvi ljudi stižu u Ameriku i Australiju.                                     |
| 11.000 pr. n. e.            | Čovjek pripitomljava životinje u zapadnoj Aziji.                             |
| 10.500 pr. n. e.            | U Japanu se proizvodi lončarija.                                             |
| 9000 pr. n. e.              | U Aziji se uzgajaju pšenica i ječam.                                         |
| 6500 pr. n. e.              | Prvi se gradovi počinju razvijati u zapadnoj Aziji.                          |